# Iablotxkovo (Bélgorod)
|  | Per a altres significats, vegeu «Iablotxkovo». |

Iablotxkovo - Яблочково (rus) - és un poble de l'óblast de Bélgorod, a Rússia. El 2010 tenia 178 habitants. Pertany al districte (raion) de Xebékino.